# Пасадена (телесериал)
«Пасадена» (англ. Pasadena) — американский телесериал, который был показан на канале Fox осенью 2001 года и закрыт после первого сезона.

## Сюжет
Сюжет строится вокруг Макалистеров и главной героини Кэтрин (Дана Дилейни), одной из самых богатых семей в Пасадене, старшая дочь которой стала свидетелем самоубийства одного мужчины и постепенно узнаёт правду об этой смерти.

## Критика и отмена
На стадии пилота сериал имел хорошие отзывы со стороны критиков, но после своего дебюта, который состоялся через две недели после событий 11 сентября 2001 года, на руководство телеканала и студию-производителя сериала хлынули гневные отзывы с требованиями снять шоу с эфира, как порочащее жителей Пасадены. В конечном счете шоу было снято с эфира после пяти эпизодов. Несмотря на скандал в Америке, в других странах сериал имел успех, шоу было показано в Румынии, Болгарии, Колумбии, Хорватии, Новой Зеландии, Дании, Южной Америки, Китае и России.
В конце 2005 года сериал был показан впервые полностью в США на одном из кабельных каналов.